# نامزدهای زن در انتخابات ۲۰۰۶ بحرین
بر اساس گزارش‌ها، نامزدهای زن در انتخابات سال ۲۰۰۶ بحرین که در ۲۵ نوامبر ۲۰۰۶ برگزار شد، تهدیدهای متعددی از سوی سلفیهای اسلامی و دیگر جناح‌ها برای ممانعت از مشارکت آنها دریافت کرده‌اند. در مجموع، هجده نامزد زن از سمت‌ها و دیدگاه‌های سیاسی مختلف پس از تغییرات اخیر در نظام سیاسی در سال ۲۰۰۱ نامزد شدند که به زنان اجازه داد تا نه تنها نامزد انتخابات شوند، بلکه بتوانند دارای حق رای نیز شوند.

## پیشینه زنان در سیاست محلی
در مارس ۱۹۹۹، شیخ حمد بن عیسی آل خلیفه در بحرین به قدرت رسید و آزادی ملی به سرعت با تصویب منشور ملی، که آزادی‌های شخصی بسیاری را بیان می‌کرد، دنبال کرد. همه‌پرسی در ۱۴–۱۵ فوریه ۲۰۰۱ برگزار شد که از طریق آن منشور تصویب شد. قوانین آن در ۱۴ فوریه ۲۰۰۲، یک سال پس از اینکه زنان بحرینی حق رای و نامزدی را به دست آوردند، اجرایی شد. در گزارشی در اوایل سال ۲۰۰۱ اشاره شد که تنها چهار کرسی زنان وجود داشت و هیچ‌کدام تا قبل از این زمان وجود نداشت. اکثریت زنانی که برای مناطق کار می‌کردند، هنوز هم فقط به عنوان پشتیبان این کار را انجام می‌دادند. در سال ۲۰۰۲، زمانی که زنان برای اولین بار به پای صندوق‌های رای رفتند، اگرچه ۱۰ درصد از حدود ۳۰۰ نامزد، زن بودند، اما هیچ‌یک از نامزدهای زن انتخاب نشدند. اگرچه زنی به نام لطیفة القعود در دور دوم از جاسم السعیدی، نامزد سلفی‌ها شکست خورد.
نامزدهای زن شکایت داشتند که در وضعیت نامناسبی قرار دارند، زیرا هیچ‌یک از احزاب محبوب اسلامگرا از نامزدی آنها حمایت نکردند، آنها نمی‌توانستند در مساجد تبلیغات انتخاباتی کنند و تصورات اجتماعی همچنان مانع حضور پررنگ آنها می‌شد.
در بحرین، احزاب سیاسی غیرقانونی هستند و فقط اجازه دارند به عنوان انجمن‌های سیاسی شناخته شوند. با این حال، این انجمن‌های سیاسی دارای اختیارات منظم برای معرفی نامزدهای انتخاباتی و عمل به عنوان یک گروه پارلمانی هستند. این قانون تصریح می‌کند که منابع مالی انجمن‌های سیاسی توسط مقررات داخلی آنها از حق عضویت و کمک‌های مالی و درآمد حاصل از سرمایه‌گذاری‌های آنها در بحرین تأمین می‌شود. یک جامعه سیاسی تحت هیچ شرایطی مجاز به پذیرش هرگونه کمک، مزیت یا منفعت هیچ خارجی یا نهاد خارجی یا سازمان بین‌المللی نیست. بنابراین، نامزدهای زن به حمایت مالی از منابعی مانند مؤسسه حقوقی زنان، شورای عالی زنان، که کاندیداها را نیز آموزش می‌داد، متکی بودند.
در ۲۲ اکتبر، خلیج تایمز گزارش داد که نامزدهای زن تهدیدهای ناشناس و پیام‌های تلفن همراه دریافت می‌کردند که به آنها می‌گفت برای «پرهیز از تعارض با اصول اسلامی» از انتخابات کناره‌گیری کنند.
دکتر محمد عبدالغفار، وزیر اطلاعات انتخابات، انتخابات کشور را یک روز تاریخی برای بحرین توصیف کرد. وی گفت: مشارکت مردم بالا بود، مردم بحرین برای احقاق حقوق دموکراتیک خود به مراکز رای‌گیری آمده و به نامزدهای مورد نظر خود رای دادند.

## نامزدهای زن پیشرو
تنها یکی از هجده زن شرکت کننده در این انتخابات موفق به کسب کرسی شد، این رقابت‌ها در دوم دسامبر برگزار شد.در زیر فهرستی غیر جامع از برخی از نامزدهای زن در انتخابات آمده‌است.
لطیفة القعود
اولین کاندیدای زن به‌طور پیش فرض در حوزه انتخابیه خود در جنوب بحرین پس از انصراف دو نامزد دیگر در اواسط اکتبر قبل از شروع تبلیغات، پیروز و وارد مجلس بحرین شد. او همچنین اولین زن در منطقه خلیج فارس بود که برای انتخابات عمومی قانونگذاری انتخاب شد. وی نماینده جزایر حوار در استان جنوبی در مجلس ۴۰ نفره است. با توجه به شکست قبلی خود، او در سال ۲۰۰۶ در یک حوزه انتخابیه دیگر نامزد شد تا شانس خود را بهبود بخشد. خانم الجد یک کارمند دولتی تحصیل کرده در دانشگاه ناتینگهام است که برای وزارت دارایی کار می‌کرد.
منیره فخرو
وی که سابقاً در دانشگاه هاروارد و معاون سابق «اقدام ملی دمکراتیک مارکسیست» بود، از سوی شرک عیسی در برابر دکتر صلاح علیبوت از جامعه اسلامی المنبر نامزد شد و با ۳۱۶۹ رای شکست خورد. مبارزات انتخاباتی او در طول نامزدی خود شامل وعده‌هایی برای پیوند تحصیل و اشتغال و کار برای صندوق‌های بازنشستگی و مسکن بهتر بود. او به عنوان بخشی از جامعه اقدام دموکراتیک ملی، که به عنوان جامعه واد نیز شناخته می‌شود، نامزد شد. او دانشیار دانشگاه بحرین است و علایق علمی او شامل زنان، جامعه مدنی و دموکراسی در منطقه خلیج فارس است.
فوزیه زینل
خانم زینل، مدیر برنامه‌های شرکت رادیو و تلویزیون بحرین، یک مسلمان اهل سنت است که در یکی از حوزه‌های انتخابیه در رفح شرکت کرد و با ۲۵۹۹ رای شکست خورد. او معاون رئیس جامعه شفافیت بحرین است و در اکتبر ۲۰۰۶ طوماری مخالفان را امضا کرد که خواستار تحقیق دربارهٔ اتهامات فرقه گرایی توسط شخصیت‌های قدرتمند دولتی شد.
خانم زینل پس از شکست گفت: من از شکست خود پشیمان نیستم. من از این موضوع تجربه آموخته‌ام. ناامید کننده است که حضور زنان در اینجا هنوز یک تابو محسوب می‌شود. از نمایندگان جدید تقاضا دارم برای رفاه مردم تلاش کنند.
شایعات حاکی از آن است که وی در آستانه انتخابات در تبلیغات انتخاباتی با رفتارهای منفی مواجه شده‌است: فوزیه گفت: «اعضای جامعه نوارهای ویدیویی پخش می‌کنند که در آن رهبران مذهبی کویت با شرکت زنان در انتخابات مخالفت می‌کنند».
جمیلا سمک
دکتر جمیله سمک در حوزه انتخابیه دوم استانداری پایتخت و از اعضای انجمن زنان آینده است.
منتقدان دربارهٔ نحوه عملکرد او در نامزدی خود اظهار نظر کردند: «دکتر جمیلا سمک با قدرت فوق‌العاده‌ای این کار را انجام داد. در واقع نبرد را به میدان عمومی برد در حالیکه مخالفان از ابراز حمله بی‌امان به او و تیمش دریغ نکرد».
موزة سبت
موزة سبت یک معلم سابق است که از محرق نامزد شد. وی در جریان تبلیغات انتخاباتی خود گفت: "تنها آموزش خوب مردم را برای آینده آماده می‌کند. وقتی فردی تحصیل کرده باشد، مواجهه با مشکلاتی مانند بیکاری بسیار آسان‌تر است.
هدی المطوع
هدی المطوع نامزد محرق محافظه کار بود، منطقه‌ای که در سال ۲۰۰۲ تحت سلطه عسله و جامعه اسلامی المنبر بود. خانم هدی المطوع متعهد شد که مسکن مناسب، ارائه بیمه درمانی، کمک به بیکاران و اعتلای جامعه را فراهم کند.
أمینة الحسن
أمینة الحسن نامزد حوزه ششم انتخابات استان شمالی بود.
سهام بوبشیت
سهام بوبشیت در حوزه دوم انتخاباتی استان جنوبی شرکت کرد.
شهزلان خمیس
شهزلان خمیس، وکیل دادگستری، برای گروه وحدت ملی، ائتلافی که توسط تریبون چپ دموکراتیک مترقی در منامه پایتخت حمایت می‌شود، نامزد شد.
صباح الدوساری و خدیجه الخطانی نیز به عنوان نامزدهای زن در این انتخابات شناخته می‌شدند.